# Erythrops phuketensis
Erythrops phuketensis är en kräftdjursart som beskrevs av Nobuyuki Fukuoka och Murano 2002. Erythrops phuketensis ingår i släktet Erythrops och familjen Mysidae. Inga underarter finns listade i Catalogue of Life.